# 塩原元湯温泉
塩原元湯温泉（もとゆおんせん）は、栃木県那須塩原市（旧国下野国）にある塩原温泉郷の一つの温泉。
元湯温泉は塩原温泉駅のある古町温泉より車で更に約15分ほど奥に入ったところに現在3軒の温泉旅館がある。塩原温泉発祥の地と言われている。

## 泉質
- 含硫黄 - ナトリウム - 塩化物・炭酸水素塩泉（硫化水素型）低張性中性高温泉
  - pH6.5
  - 源泉温度50.6℃

当地にある旅館大出館所有の源泉には、黒湯としては珍しい湯の花による黒湯が存在する。

### 効能
- 胃腸病、心臓病、高血圧症、糖尿病、むちうち症、神経痛、切り傷、やけど、リュウマチ、婦人病、皮膚病、肥満症

※注 : 効能はその効果を万人に保証するものではない

## 温泉街

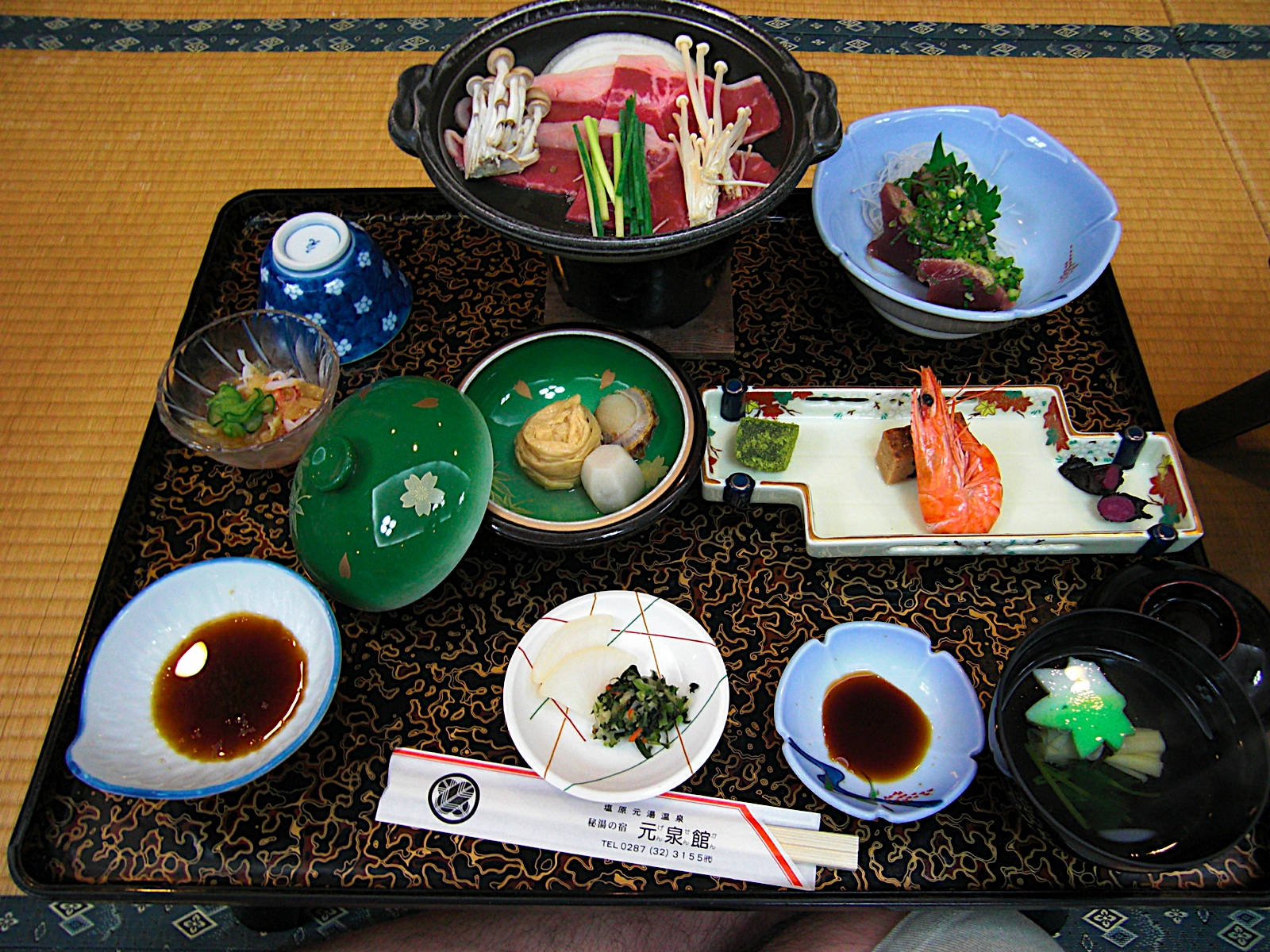
夕食の一例

塩原温泉郷の奥に3軒（「元泉館」「ゑびすや」「大出館」）の温泉宿がある。

### 歴史
「元湯」の名前が示すように、塩原温泉郷の発祥の湯である。
西暦806年（大同元年）に如葛仙なる人物が温泉を発見したことにより始まったとする説のほか、発見者を猟師とする説がある。如葛仙の正体は明らかでなく、民話の伝承者によると737年（天平9年）に没したとされ、矛盾が生じる。このため地元の郷土史研究会では、矢板市長井にある寺山観音寺を806年に開山した徳一大師が発見者ではないかと推測している。
かつては元湯千軒（実際は80軒程度）といわれるように多数の温泉宿があったが、1659年（万治2年）の地震による山津波により埋没し、温泉も湧出しなくなり家主などの住民も各地へ移住した。後年、塩原元湯温泉神社を再建したところ、温泉も湧出するようになり、前述のように現在は3軒の温泉宿がある。

## 交通アクセス
- 宇都宮線西那須野駅よりJRバスで約40分の塩原温泉駅（塩原温泉バスターミナル）へ。塩原温泉バスターミナルからタクシーや宿の送迎車（予約制）に乗り換え約15分。
  - 塩原温泉バスターミナルまでは、私鉄線や高速バスなど複数ルートもある。詳しくは塩原温泉バスターミナル利用できる路線を参照。
- 東北自動車道西那須野塩原ICより国道400号にて約40分。